# Кэррик, Коннор
Ко́ннор Кэ́ррик (англ. Connor Carrick; 13 апреля 1994; Орленд-Парк, Иллинойс, США) — американский хоккеист, защитник клуба НХЛ «Сиэтл Кракен» и его фарм-клуба «Шарлотт Чекерс».

## Карьера игрока

### Ранние годы
Играл в хоккей за команду Университета Мичигана.

### Клубная карьера
Был выбран «Вашингтон Кэпиталз» на драфте НХЛ 2012 года в пятом раунде под номером 137 и подписал с командой трехлетний контракт.
Два сезона - 2012-13 и 2013-14 - Кэррик играл в Хоккейной лиге Онтарио (OHL) за «Плимут Уэйлерс». По итогам сезона 2012-13 19-летний американец набрал 44 (12+32) очка в 68 матчах при показателе полезности «+27» и 79 минутах штрафа. В сезоне 2013-14 Кэррик привлекался для игры в фарм-клуб «Херши Беарс».
Дебют в НХЛ состоялся в сезоне 2013-14. 3 октября 2013 года, во время своего второго матча в НХЛ, он забил свою первую шайбу в лиге в игре против «Калгари Флэймз». Коннор стал одним из самых молодых защитников «Вашингтон Кэпиталз», забивших первый гол в НХЛ. Его возраст в этот момент составлял 19 лет и 173 дня. По итогам сезона Кэррик набрал 6 очков в 34 матчах и сделал 5 передач.
Сезон 2014-15 провел в Американской хоккейной лиге (АХЛ), играя за «Херши Беарс». В январе 2015 года «Херши» стал второй командой в истории, забросивший 20 000 шайб. Автором юбилейной шайбы стал Кэррик.
В феврале 2016 года Коннор и Брукс Лайк были обменяны в «Торонто Мейпл Лифс» на вингера Дэниэла Уинника. 21-летний Кэррик находился на контракте новичка. В нынешнем сезоне он провел 3 матча в НХЛ и 50 – за «Херши Беарс» в АХЛ, где набрал 25 (10+15) очков при полезности «+21».

### Международная карьера
Участник международных турниров среди юниоров 1994 года рождения в 2011 и 2012 гг.
Участник Чемпионата мира по хоккею 2012 г. в Чехии (юниоры до 18 лет). На турнире сыграл за сборную 6 игр.  В составе сборной США стал чемпионом мира.
Участник Чемпионата мира по хоккею 2013-2014 гг. в Швеции (юниоры до 20 лет). Сыграл за сборную 5 игр, набрав 3 очка.